# Hesseng
Hesseng est une petite ville du Nord-Est norvégien se situant dans la kommune de Sør-Varanger, dans le Comté de Finnmark, à proximité de l'aéroport de Kirkenes et de la frontière russo-norvégienne.